# Räkna med bråk (TV-serie)
Räkna med bråk (Family Matters) är en amerikansk komediserie som än idag är mycket populär världen över och som fortfarande har många tittare. Den sändes mellan den 22 september 1989 till den 9 maj 1997 på amerikanska ABC, samt fram till den 17 juli 1998 på likaledes amerikanska CBS. Totalt visades 215 avsnitt, vilket gör den till den näst längsta komediserien i amerikansk TV-historia med en afro-amerikansk familj i huvudrollen. Det är bara The Jeffersons (11 säsonger och 253 avsnitt) som slår den. Varje avsnitt var cirka 25 minuter långt.
I Sverige har serien visats i ett fåtal kanaler (bland annat i Kanal 5 och TV3), varav senast från och med hösten 2006 i TV 4 Komedi.

## Grundhandling
Serien handlar den afro-amerikanska Familjen Winslow som bor i en villaförort i Chicago. Alla i familjen brukar lite då och då bli mer eller mindre rasande på den irriterande grannen Steve Urkel. Ordet Family matters är en dubbelbetydelse. Det kan betyda både "familjen är viktig" och "familjeärenden". Svåröversättlig titel.

## Karaktärer och skådespelare
- Carl Winslow är fadern i familjen. Han är polisbefäl och blir senare i serien befordrad till kommissarie. Hans fru heter Harriette. Tillsammans har paret tre barn, Eddie, Laura och Judy. Carl är mycket förtjust i alla sina barn, men har likafullt en särskild relation till sin son, eftersom hans högsta önskan är att sonen ska efterlikna honom själv och med tiden också bli polis. Carl spelades av Reginald VelJohnson

- Harriette Winslow är mamman i familjen. Även hon står sina barn nära, och hon är den de alltid kan komma till och prata med om vad som helst. Harriette skulle göra vad som helst för sina barn. Hon spelades av Jo Marie Payton

- Estelle Winslow är Carls mamma. Hon flyttar helt sonika in hos dem en dag, "för att de inte ska känna sig ensamma". Senare i serien blev hon omgift och skaffade sig en egen lägenhet, vilket gjorde Carl upprörd. Estelle spelades av Rosetta LeNoire

- Eddie Winslow är son i familjen. Han går på high school och har ett synnerligen stort självförtroende och är mycket mån om sin image. Det är bara vissa utvalda människor som får visas i offentlighetens ljus tillsammans med honom, och han är mycket förtjust i flickor. Eddie spelades av Darius McCrary

- Laura Winslow är den äldsta av de två döttrarna. Även hon går på high school och är cheerleader på sin skola. Mot slutet av serien börjar hon på college. Grannen Steve Urkel förföljer henne ibland, något som gör henne ytterst irriterad. Ju längre serien led, desto mer började hon emellertid fatta tycke för honom. Laura spelades av Kellie Shanygne Williams

- Judy Winslow är den yngsta dottern. Hon medverkade inte så ofta i serien. I seriens fjärde säsong försvann hon helt enkelt utan att någon förklaring angavs. Judy spelades av Jaimee Foxworth.

- Steve Urkel är familjen Winslows granne. Han är jämngammal med Laura och är urtypen för en tönt med jättestora glasögon och alltid klädd i skjorta, uppdragna byxor och hängslen. Han har en ovanligt ljus röst och är dessutom väldigt högröstad. Hans skratt medför snarkningar, han spelar dragspel, gillar polka och älskar ost. Både Laura och Eddie fasar för att bli sedda tillsammans med honom och han har en förmåga reta Carl till vansinne. Mot slutet av serien förändrades emellertid deras inställning. Steve är djupt förälskad i Laura, och det har han varit alltsedan den gång de först träffades, nämligen på dagis. Han har stora förhoppningar om att han och Laura någon gång i framtiden skall bli ett par, medan Laura själv bara uppgivet slår ifrån sig. Det vill säga ända fram till säsong nio, då hon inser att Steve faktiskt är den rätte för henne. Han är den rollfigur som tittarna mest förknippar med serien, och ändå var han egentligen bara tänkt som ett tillfälligt inhopp. Men rollfiguren blev så populär, att den skrevs in i manuset. Steve Urkel spelades av Jaleel White.

- Rachel Craawford är Harriettes syster. När hennes man dog bosatte hon sig hos familjen Winslow. Hon lämnade emellertid serien efter säsong fyra. Hon har en son som heter Richie. Rachel spelades av Telma Hopkins

- Richie Craawford är Rachels lille son. Han spelades av Bryton McClure

- Waldo Faldo är Eddies bäste vän men är inte just anmärkningsvärt intelligent och tar nästan allting mycket bokstavligt. Trots detta är han mycket bra på att laga mat. Waldo spelades av Shawn Harrison

- Maxine är Lauras bästa vän. Hon är också cheerleader och blir Waldos flickvän i den fjärde säsongen. Maxine spelades av Cherie Johnsson

- Myra Monkhouse är Lauras och Maxines vän, hon är extremt bortskämd och nöjer sig aldrig med ett nej. Hon dyker upp för första gången i fjärde säsongen och blir omedelbart förälskad i Steve, en förälskelse som så småningom kommer att övergå i besatthet. Hon och Steve blir så småningom ett par för en kortare tid efter att Laura parat ihop dem, men Steve kan inte komma över sina känslor för Laura och gör slut med henne, något hon inte kan acceptera. Myra spelades av Michelle Thomas

## DVD
8 juni 2010 släppte Warner Home Video den första säsongen på DVD i USA. Det är dock oklart om serien i framtiden kommer släppas i Sverige.

## Övrigt
Jaleel Whites mest kända roll är just Steve Urkel. Men han hade faktiskt hela tre roller i serien, Steve, Stefan Urquelle och Myrtle Urkel. Stephan är en rollfigur som Steve kunde förvandla sig till i en maskin han själv hade byggt och blev efter hand en helt egen rollfigur. Myrtle Urkel är Steves kusin.